# Chiesa cattolica in Medio Oriente

Diocesi della Chiesa cattolica di rito latino in Medio Oriente

La situazione della Chiesa cattolica in Medio Oriente è diversificata nei vari paesi dell'area.
Il Sinodo dei Vescovi vi ha dedicato l'Assemblea speciale tenutasi in Vaticano dal 10 al 24 ottobre 2010.
In Medio Oriente i cristiani sono oggi 16 milioni, di cui 5,7 milioni cattolici - erano 50 milioni alla fine della seconda guerra mondiale - che vivono in mezzo a 360 milioni di abitanti di Paesi arabi e non arabi di una vasta area geografica che va dall'Egitto alla Turchia, dall'Iran a Israele, dai Paesi del Golfo, fino all'Iraq, il Libano, la Siria, la Giordania, la Palestina e Cipro.

## Turchia
Il paese conta 74,8 milioni di abitanti, di cui la maggioranza è musulmana. È un paese laico, in cui la religione (l'Islam) è separata dallo Stato, ed ha l'obiettivo di entrare nell'Unione europea.
I cristiani sono 100 000, dei quali 37 000 cattolici. La Chiesa cattolica non è riconosciuta dallo Stato, e ha molte limitazioni: non può avere seminari, scuole, non può acquistare o erigere nuovi luoghi di culto. Esemplare è la vicenda della chiesa-museo di san Paolo, a Tarso, per la cui concessione come luogo di culto permanente la Chiesa locale è ancora in attesa.
Le Chiese cristiane in questi ultimi anni hanno subito diversi episodi di violenza:
- il 5 febbraio 2006, a Trebisonda, venne ucciso don Andrea Santoro;
- il 18 aprile 2007, a Malatya, tre evangelici vennero torturati e uccisi mentre erano intenti a stampare la Bibbia in lingua turca nella loro casa editrice;
- il 16 dicembre 2007, a Smirne, padre Adriano Franchini, cappuccino italiano da 27 anni in Turchia, venne accoltellato;
- il 3 giugno 2010, ad Alessandretta, mons. Luigi Padovese, Vicario apostolico dell'Anatolia, venne assassinato nella sua abitazione dal suo autista, il ventisettenne Murat Altun.

## Iran
È un Paese dove l'Islam sciita è dominante in tutti i settori della società. I musulmani sono 72 milioni, mentre i cristiani sono 100.000, così ripartiti, 80 000 armeni gregoriani, 8 000 caldei ortodossi, 5 000 protestanti. I cattolici sarebbero 8 000, tra caldei, latini e armeni. Le notizie provenienti dall'Iran confermano l'esistenza di una comunità battista molto attiva che ha guadagnato la conversione al cristianesimo di migliaia di persone. Un convertito è trattato come un rinnegato, perché si trova a tradire l'Islam e ad appoggiare il nemico per eccellenza, cioè gli Usa. In Iran vige libertà di culto ma annunciare il Vangelo può costare caro: nel 2010 sono stati arrestati almeno 14 protestanti a Teheran, Shiraz e Isfahan, accusati di essere "nemici della nazione". Secondo l'arcivescovo caldeo di Teheran, mons. Ramzi Garmou, dal 1979 (anno di avvento di Khomeini) ad oggi due terzi dei cristiani hanno lasciato il Paese.

## Penisola arabica
In questa zona (Arabia Saudita, Yemen, Oman, Emirati Arabi Uniti, Qatar e Kuwait, Bahrein) vivono circa 60 milioni di abitanti. I differenti regimi politici assumono un atteggiamento diverso nei confronti dei cristiani, che va dal rispetto religioso del Qatar, Abu Dhabi e Dubai, all'intransigenza e mancanza di libertà, come in Arabia Saudita. Mentre il Qatar ha permesso la costruzione di una grande chiesa che può contenere 5.000 fedeli, i cristiani dell'Arabia Saudita non sono nemmeno autorizzati a riunirsi in preghiera. Un altro problema è la presenza di un gran numero di lavoratori stranieri cristiani, spesso privati dei loro diritti sociali e religiosi. Inoltre l'Islam militante approfitta delle necessità economiche dei lavoratori per convertirli all'Islam. Con la promessa di lusinghieri compensi materiali, un certo numero di essi in effetti si converte ogni anno. Stime parlano nella sola Arabia Saudita di circa 8 milioni di immigrati dall'Estremo Oriente, moltissimi sono cristiani. La cura pastorale dei cattolici di questa regione è affidata a due vicariati apostolici: dell'Arabia settentrionale, con sede in Bahrein, e dell'Arabia meridionale, con sede ad Abu Dhabi.
Cifre ufficiali non esistono ma sulla base delle ambasciate straniere operanti in questi Paesi si stima che in Arabia Saudita ci siano 1,4 milioni di filippini, per oltre due terzi cattolici, negli Emirati arabi uniti gli immigrati cristiani sarebbero 1,5 milioni, di cui 580 000 cattolici. In Oman si contano 120 000 cattolici, in Bahrein 65 000, in Qatar 110 000.

## Egitto
Il numero dei cristiani copti non è ancora certo. Si parla di 6 milioni secondo le statistiche ufficiali dello Stato, di oltre 12 milioni invece secondo i dati della Chiesa copta (220 000 i cattolici). Forse una cifra intorno ai 10 milioni si avvicina maggiormente alla realtà. I copti si sentono sottovalutati e vengono privati di molti dei loro diritti, in particolare della libertà di culto (difficoltà di costruire le chiese), e della libertà di coscienza. Il loro posto nella società, e così pure il loro ruolo nel governo, è insignificante. Un esempio fornito da mons. Shomali, vescovo ausiliare di Gerusalemme: su 454 parlamentari egiziani, solo 3 sono cristiani, meno dell'1 per cento, mentre la percentuale di cristiani in Egitto è almeno del 10 per cento. Diversi gli episodi di violenza che vedono i cristiani nel mirino dei musulmani radicali: il 7 gennaio 2010, in occasione del Natale copto ortodosso, nel villaggio di Nagaa Hamadi, otto fedeli sono stati uccisi appena fuori della loro chiesa colpiti con armi da fuoco.

## Iraq
Con la guerra iniziata nel 2003 dagli Americani e loro Alleati, la comunità cristiana si è ridotta drasticamente. Prima del 1987, contava 1.250.000 fedeli, soprattutto caldei. Attualmente sono meno di 400.000. Uno dei grandi drammi è l'esodo dei cristiani iracheni a causa dell'insicurezza e delle violenze di cui sono vittime. In Iraq, la guerra ha scatenato violenze tra le correnti politiche e tra le Confessioni religiose. Ha causato la morte di molti iracheni, ma tra di essi gli iracheni cristiani sono stati tra le vittime principali, essendo la comunità più esigua e debole. Anche qui non mancano martiri come padre Ragheed Ganni, ucciso, con tre diaconi, a Mossul, stessa città dove, nel 2008, viene rapito e ritrovato morto l'arcivescovo caldeo mons. Paulos Faraji Rahho. Stime raccolte dall'Agenzia Fides parlano di oltre 2.000 cristiani uccisi e 600 000 profughi negli ultimi 7 anni.

## Siria
La situazione di circa 2 milioni di cristiani siriani (di cui 428 000 cattolici) era tranquilla sotto il regime del partito Ba'th, che contava sull'appoggio delle minoranze; la stessa famiglia Assad proviene da una minoranza Alawita. Restava pur sempre la paura di un inaspettato cambiamento e di un repentino rovesciamento della situazione. Il timore di uno sconvolgimento rimane ancora presente nel mondo arabo, poiché la politica dello Stato dipende spesso dall'atteggiamento benevolo o avverso della famiglia o del partito al potere.
Con la caduta di Assad, la situazione dei cristiani siriani è nuovamente incerta e alcuni luoghi di culto cristiani hanno subìto atti vandalici già nei giorni immediatamente successivi al cambio di regime. 

## Libano
I cristiani, circa 2 milioni in gran parte cattolici, su quasi 4 milioni di popolazione totale, si trovano divisi sul piano politico e confessionale. L'equilibrio politico raggiunto nel 1943, quando i cristiani erano il 55 per cento della popolazione totale, non rispecchia più la reale situazione di fatto. Oggi il Libano vive in una realtà frammentata politicamente e dunque piuttosto instabile influenzata da 2 potenze come Iran e Siria e dalla presenza al suo interno degli Hezbollah, il partito di Dio.

## Giordania
La Giordania è un Paese tranquillo. I cristiani, 340 000 di cui 109 000 cattolici, godono della libertà di culto avendo i loro rappresentanti in parlamento e al governo. Tuttavia in Giordania non esiste libertà di coscienza. È un fatto che si può notare in gran parte dei Paesi arabi. L'Islam sostiene di essere la religione dell'unica verità. Le altre religioni sono tollerate. Per questo non è permesso ad un musulmano di abbandonare la verità per l'errore. Cambiare religione è pertanto come tradire la società, la cultura e la nazione, basata principalmente su una tradizione religiosa.

## Israele e Palestina
Il conflitto tra palestinesi e israeliani dura da più di 80 anni. Si tratta di un conflitto di natura ideologica che non sembra trovare alcuna soluzione a breve termine, nonostante gli sforzi negoziali perseguiti in diverse fasi. La situazione economica e l'assenza di sicurezza hanno obbligato gran parte dei cristiani palestinesi ad emigrare. La diaspora palestinese conta circa 500.000 persone, la gran parte delle quali si trova in Cile. Stime parlano oggi di oltre 350 000 cristiani presenti in Israele e Territori palestinesi, di questi poco meno di 170 000 sono cattolici. A Cipro, secondo dati forniti da padre Umberto Barato, vicario patriarcale di Cipro, isola che ecclesiasticamente appartiene al Patriarcato di Gerusalemme dei Latini, su una popolazione di circa 800 000 abitanti i cattolici sono circa 25 000, tra maroniti e latini. I maroniti oggi sono poco più di 5 000 persone in 4 villaggi per 8 parrocchie nella parte nord occidentale dell'Isola, quella occupata dai turchi. Dal 1988 Cipro dei Maroniti è una diocesi del Patriarcato maronita del Libano. Mons. Joseph Soueif è l'attuale arcivescovo.

## Cipro
I latini nativi di Cipro sono pochi e vanno sempre più diminuendo, soprattutto a causa dei matrimoni misti. La Chiesa latina, nell'ultimo scorcio del XX secolo, si è arricchita di nuovi membri dall'Asia, filippini, cingalesi, indiani, soprattutto donne che lavorano presso famiglie cipriote, ambasciate o l'ONU. Difficile accertare il numero preciso dei fedeli latini di Cipro. Sembra che i ciprioti autoctoni siano 350. Secondo le liste elettorali, i latini che possono votare sono 600. A questi si devono aggiungere almeno altre 300 o 400 persone, membri delle loro famiglie. Quindi circa mille persone in tutto. A questo numero bisogna aggiungere un nutrito gruppo di persone, tecnici, professori, uomini d'affari occidentali che vivono a Cipro per qualche anno. Molto probabilmente arrivano a 2 000 persone circa. Poi c'è il rebus dei lavoratori stranieri. I filippini sono quasi tutti cattolici e si suppone che siano 7 000. I cingalesi sono circa 1.500 e gli indiani circa 300. Ultimamente hanno cominciato ad arrivare molti africani provenienti dal Camerun e dalla Nigeria, qualcuno dal Congo. Molti di loro sono cattolici, ma non è possibile dare un numero esatto. Non si conosce il numero degli illegali. In conclusione, si stima che il numero dei lavoratori stranieri cattolici a Cipro si aggiri tra le 9 e 10 000 persone, poco più.